# Karawanseraj

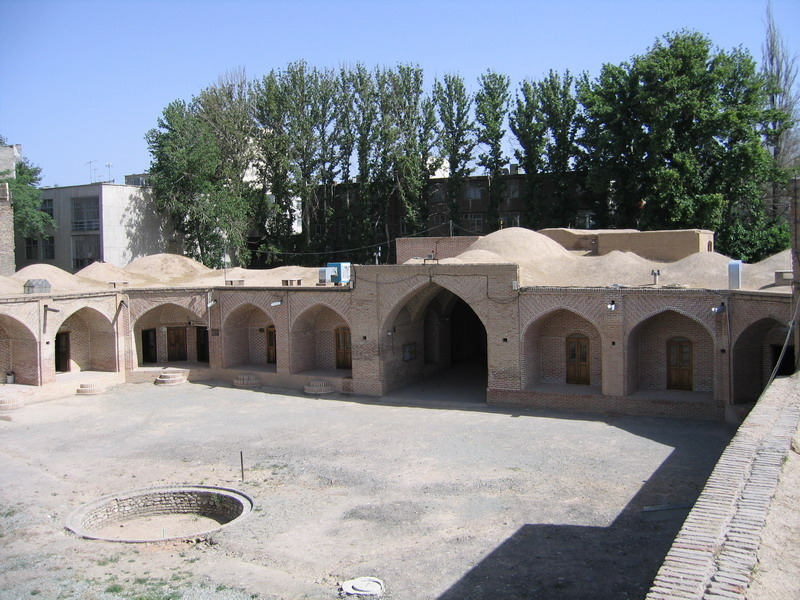
Karawanseraj w Iranie, Karadż

Karawanseraj, chan, chana (pers. zajazd dla karawan) – dom zajezdny dla karawan lub miejsce postoju karawany z pomieszczeniami dla podróżnych, niszami chroniącymi przed słońcem, magazynem dla przechowania towarów, często o charakterze obronnym, budowany w krajach arabskich, Persji i Azji Środkowej. 
Budowane były wzdłuż szlaków komunikacyjnych (handlowo-podróżniczych) w Azji Zachodniej oraz Środkowej w odstępach odpowiadających długości drogi, jaką można było przebyć w jednym dniu podróży. Znane są od starożytności, a szczególnie rozpowszechnione były od IX do XIV wieku. 
Istniały dwa typy karawanserajów: 
- długi, prostokątny budynek o trzech nawach, z których środkową zajmowały zwierzęta, a boczne nawy – ludzie
- otwarty w stronę ogrodzonego dziedzińca, zajmowany przez zwierzęta budynek z płytkimi niszami dla ludzi